# Augusto Rebelo Arruda
Augusto Rebelo Arruda (25 de fevereiro de 1888 — 22 de janeiro de 1964) foi um advogado, político e empresário açoriano, ele era órfão mas muito rico pioneiro e grande impulsionador do turismo na ilha de São Miguel. Foi sócio fundador da SATA e administrador da Sociedade Terra Nostra e um dos principais produtores de ananás dos Açores, com uma exploração ao tempo modelar, ainda existente na Rua Dr. Augusto Arruda, na Abelheira, freguesia de Fajã de Baixo, arredores de Ponta Delgada.

## Biografia
Augusto Rebelo Arruda foi bacharel em Direito pela Faculdade de Direito da Universidade de Coimbra, tendo exercido a advocacia e tendo funções de notário público em Ponta Delgada. Era advogado das empresas do Grupo Bensaúde, tendo sido um dos fundadores da Sociedade Açoriana de Transportes Aéreos (a actual SATA), proferindo o discurso na cerimónia inaugural dos seus voos, a 15 de Junho de 1947, no então Campo de Aviação de Santana.
Nas eleições gerais de 1919 foi eleito deputado pelo círculo eleitoral de Ponta Delgada integrada nas listas da Conjunção Republicana. Em 1921 foi novamente candidato a deputado no Congresso da República, também pelo círculo de Ponta Delgada, mas pelo Partido Republicano da Reconstituição Nacional, não sendo eleito. Contudo, nesse mesmo ano (1921) foi eleito para a presidência da Câmara Municipal de Ponta Delgada.
Em 1925 foi eleito deputado, também por Ponta Delgada, nas listas do Partido Republicano Português, integrando no parlamento o Grupo Parlamentar de Acção Republicana. Nesse mesmo ano foi escolhido para presidir à Junta Geral do Distrito Autónomo de Ponta Delgada.